# 김혜화
김혜화(1982년 3월 14일 ~ )는 대한민국의 배우이다.

## 학력
- 한양대학교 연극영화학과 (졸업)

## 출연작

### 영화
- 《숏버스 이별행》 (2021년)
- 《우상》 (2019년) - 판사 역
- 《리얼》 (2017년) - 조선족 임라희 역
- 《사랑이 이긴다》 (2015년) - 여경 1 역
- 《상의원》 (2014년) - 이 부인 역
- 《소녀괴담》 (2014년) - 원피스 귀신 역
- 《광해, 왕이 된 남자》 (2012년) - 매화틀 상궁 역
- 《577 프로젝트》 (2012년)
- 《러브픽션》 (2012년) - 마이 역
- 《투혼》 (2011년) - 골수팬 3 역
- 《해운대》 (2009년) - 파라솔 여 역
- 《강철중: 공공의 적 1-1》 (2008년) - 은행 여직원 역
- 《한반도》 (2006년) - 궁녀 역
- 《공공의 적 2》 (2005년) - 간호사 역

### 드라마
- 《여행을 대신해 드립니다》 (2025년, 채널A) - 케이트 스콧 역
- 《가석방심사관 이한신》 (2024년, tvN) - 김내경 역
- 《경성크리처 시즌 2》 (2024년, 넷플릭스) - 나 사장 역
- 《지옥에서 온 판사》 (2024년, SBS) - 김소영 역
- 《손해 보기 싫어서》 (2024년, tvN) - 공은영 역
- 《마스크 걸》  (2023년, 넷플릭스) - 비즈니스클럽 여사장 역
- 《잔혹한 인턴》 (2023년, 티빙) - 금소진 역
- 《레이스》 (2023년, 디즈니+) - 임지현 역
- 《법쩐》 (2023년, SBS) - 홍한나 역
- 《마녀는 살아있다》 (2022년, TV조선) - 허숙희 역
- 《클리닝 업》 (2022년, JTBC) - 송미화 역
- 《마인 : MINE》 (2021년, tvN) - 한진희 역
- 《날아라 개천용》 (2020년, SBS) - 이진실 역
- 《18 어게인》 (2020년, JTBC) - 이보라 작가 역 ep.9 / 11
- 《날씨가 좋으면 찾아가겠어요》 (2020년, JTBC) - 김진호 모 역 ep.8 / 11
- 《금지된 사랑 : 드라마톡》 (2016년, tvN DRAMA) - ep.3 거짓말 ... 금수저 아내 역
- 《센스8》 (2015년, 넷플릭스) -

### 뮤지컬
- 《총각네 야채가게》
- 《놀부사인방》

### 연극
- 《사건발생 일구팔공》
- 《야속다방》
- 《팻 피그》
- 《오월엔 결혼할꺼야》
- 《미친사람들》
- 《뉴 보잉보잉》
- 《Les Fabulations》

## 수상 목록
- 2024년 SBS 연기대상 미니시리즈 휴먼•판타지 부문 여자 조연상